# John M. Cornwall
John Michael Cornwall (* 19. August 1934 in Denver, Colorado) ist ein US-amerikanischer theoretischer Physiker, der sich mit Elementarteilchenphysik und Quantenfeldtheorie befasst sowie mit Geophysik und Physik des nahen Weltraums.
Cornwall studierte an der Harvard University mit dem Bachelor-Abschluss 1956 und der University of Denver mit dem Master-Abschluss 1959.  Er wurde 1962 an der University of California, Berkeley, promoviert. Als Post-Doktorand war er am Caltech und von 1963 bis 1965 am Institute for Advanced Study. 1965 wurde er Assistant Professor und 1974 Professor an der University of California, Los Angeles (UCLA).
Cornwall befasst sich vor allem mit Quantenchromodynamik (QCD), in der er nichtstörungstheoretische Methoden entwickelte, mit der eichinvariante Off-Shell Greenfunktionen aus der S-Matrix gewonnen werden können (Pinch-Technik, von ihm 1981 eingeführt). Er wandte dies bei der Untersuchung der QCD und anderer Yang-Mills-Theorien bei hohen Temperaturen und im frühen Universum an (Magnetische Monopole, Entstehung der Baryonenasymmetrie).
Cornwall publizierte 1973 mit Richard E. Norton eine der frühesten Arbeiten über dynamischen Symmetriebruch in Yang-Mills-Theorien Daneben befasst er sich mit Plasmaphysik im nahen Weltraum (Van-Allen-Gürtel, Polarlichter).
Er war Berater der Mitre Corporation und der Aerospace Corporation in El Segundo (1962–1993)  und Mitglied der JASON Defense Advisory Group. Er war im National Security Advisory Comitee des Lawrence Livermore National Laboratory (ab 1989), Berater der NASA (1975) und Professor an der Graduate School der RAND Corporation. Seit 2002 war er Berater des Center for Defence Information.
Von 1967 bis 1969 war er Sloan Research Fellow und 1968/69 Gastwissenschaftler am Niels-Bohr-Institut in Kopenhagen. 1987/88 war er Gastprofessor am Massachusetts Institute of Technology und 1989 an der Rockefeller University.
Er ist Fellow der American Physical Society (2005), der New York Academy of Sciences, der American Geophysical Union und der American Association for the Advancement of Science.

## Schriften
- mit Joannis Papavassiliou, Daniele Binosi: The pinch technique and applications to non-abelian gauge theories, Cambridge University Press 2011

Einige Aufsätze:
- mit Norton: On the formalism of relativistic many body theory, Annals of Physics, Band 91, 1975, S. 106 doi:10.1016/0003-4916(75)90281-X
- mit Roman Jackiw, E. Tomboulis: "Effective action for composite operators", Physical Review D, Band 10, 1974, S. 2428–2445 doi:10.1103/PhysRevD.10.2428
- mit G. Tiktopoulos: On-shell asymptotics of non-abelian gauge fields, Phys. Rev. Letters, Band 35, 1975, S. 338 doi:10.1103/PhysRevLett.35.338
- mit Tiktopoulos: Infrared Behavior of non-abelian gauge theories, Phys. Rev. D, Band 13, 1976, S. 3370–3397 doi:10.1103/PhysRevD.13.3370, Teil 2, Phys. Rev. D, Band 15, 1977, S. 2397 doi:10.1103/PhysRevD.15.2937
- Dynamical mass generation in continuum quantum chromodynamics, Phys. Rev. D, Band 26, 1982, S. 1453 doi:10.1103/PhysRevD.26.1453